# Perla de éter
Las perlas de éter son cápsulas de gelatina blanda, comúnmente en forma de perla (o completamente circular), en cuyo interior contienen una pequeña porción de éter etílico.

## Uso
En algún momento se utilizaron como sustancia de dopaje en atletas de alto rendimiento. En México son consideradas como medicamento con denominación distintiva por la Cofepris. A continuación se desarrolla en forma enunciativa sus usos:
- Como tratamiento auxiliar en los accesos de asma, ya que los detenía instantáneamente después de su ingesta.
- Se tiene la idea de que son eficaces contra Dolores provocados por aire tanto en espalda, estómago, pecho y oídos.
- Como auxiliar en tratamientos de geles reductivos y anticelulíticos.

- Como auxiliar en alteraciones del pulso.
- Como anestésico local durante la perforación de las orejas o de otras partes del cuerpo.
- Como tratamiento de la flacidez postparto.
- Para matar insectos que se hayan metido en los oídos.
- Para mantener la erección del pene al aplicar las perlas en el glande.
- Para absorber la humedad y malos olores de cajones y armarios.
- Como catalizador del gas para globos aerostáticos de recreación.

## Comercialización
Actualmente las perlas de éter se encuentran en farmacias, droguerías y tiendas naturistas, donde normalmente se venden en sobres con tres perlas cada uno. En México es común encontrarlas, al igual que en Guatemala y Honduras. En países como Colombia, Venezuela y Perú se conocen las perlas de éter, pero ya no existe su comercalización. En Estados Unidos se pueden conseguir en farmacias donde haya proveedores latinos, sobre todo de productos de México.
- Datos: Q6072693